# Осада Гимеры
Осада Гимеры — состоялась в 409 до н. э. в ходе Карфагенской войны 409—405 до н. э.
Покончив с Селинунтом, карфагенский командующий Ганнибал Магон выступил к Гимере, где собирался взять реванш за поражение своего деда Гамилькара.
Сорок тысяч воинов встали лагерем перед городом, а с остальными силами, к которым присоединились 20 тыс. сикулов и сиканов, он окружил Гимеру со всех сторон. С помощью осадных машин карфагеняне атаковали одновременно в нескольких местах, затем подрыли стены у основания и обрушили их на большом участке. Войска бросились на штурм, и в проломе произошло кровопролитное сражение, так как жители Гимеры, боясь, что их постигнет участь селинунтцев, сражались отчаянно. Им удалось отбросить противника и восстановить стену.
На помощь осажденным подошел 4-тыс. отряд сиракузян и союзников под командованием Диокла. С наступлением ночи карфагеняне прекратили атаки, а наутро осажденные произвели вылазку вместе с союзниками. 10-тыс. войско внезапным ударом опрокинуло стоявшие перед городом части и погнало их к холмам, где стояли лагерем резервы. По словам Тимея, греки перебили 6 тыс. варваров, Эфор пишет о 20 тысячах.
Ганнибал бросил с холмов на увлекшихся преследованием гимерцев свежие войска, в жестоком бою остановившие противника. Большая часть греков отступила в город, а три тысячи бойцов пытались сдержать натиск карфагенян, и все погибли в сражении.
После окончания сражения к Гимере подошла сиракузская эскадра из 25 триер, отозванная с эгейского театра Пелопоннесской войны. Опасаясь, что сиракузяне предпримут активные действия для спасения Гимеры, Ганнибал приказал кораблям, стоявшим в Мотии, принять на борт десант и провести демонстрацию перед Сиракузами. Это напугало Диокла, приказавшего наварху идти на защиту Сиракуз. Затем сиракузский предводитель распорядился перевезти половину жителей Гимеры на кораблях в Мессану, а оставшимся приказал оборонять город, пока не вернутся корабли с подкреплением. После этого он со своими людьми и огромной толпой беженцев (триеры не могли взять много людей) вернулся в Сиракузы, покинув остатки населения Гимеры на произвол судьбы.
На следующий день карфагеняне возобновили атаки, но жители, ожидавшие возвращения кораблей, стойко оборонялись. На вторые сутки войскам Ганнибала удалось пробить широкую брешь, и иберийские наемники ворвались в город, начав резню.

Когда город был взят приступом, варвары без жалости долгое время продолжали убивать всех на своем пути. Когда Ганнибал приказал брать пленных, резня прекратилась, но грабеж домов продолжался. Ганнибал, после того как ограбил храмы и вывел оттуда всех укрывшихся, приказал все поджечь, и город, через 240 лет после своего основания, был стерт с лица земли.— Диодор Сицилийский. Историческая библиотека XIII. 62, 3—4.
Пленных женщин и детей отвели в лагерь для дележа, а три тысячи мужчин были после жестоких пыток умерщвлены на том месте, где некогда был убит Гамилькар. Вероятно, Ганнибал принес их в жертву духу своего предка.
После этого карфагенский командующий распустил союзников и вернулся в Карфаген.